# Boris Spasskij
Boris Vasiljevič Spasskij (30. ledna 1937 Leningrad, SSSR – 27. února 2025) byl ruský šachista, bývalý mistr světa v šachu v letech 1969–1972.

## Život
Šachy se začal učit ve svých pěti letech ve vlaku během evakuace Leningradu za druhé světové války. V osmnácti letech se stal juniorským mistrem světa. Svůj neuvěřitelný talent se mu podařilo prokázat až mnohem později vítězstvím v mistrovství Sovětského svazu a v roce 1965 postupem a později vítězstvím v turnaji kandidátů. V souboji o titul mistra světa roku 1966 však podlehl mistru světa Tigranu Petrosjanovi. V roce 1968 však turnaj kandidátů opět vyhrál a po vítězství nad obhájcem titulu Petrosjanem se stal mistrem světa.

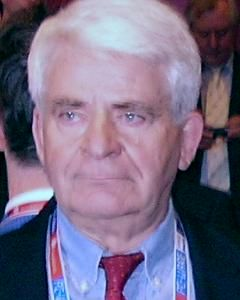
Boris Spasskij v roce 2008

Mistrem světa byl tři roky a o titul přišel v roce 1972 během „zápasu století“ v Reykjavíku na Islandu. Prohrál s Američanem Bobby Fischerem. Zápas probíhal během studené války a byl interpretován jako vítězství USA nad Sovětským svazem. Boris Spasskij pak patřil dlouhá léta ke světové špičce. Pro svůj styl života nikdy nebyl oblíbencem sovětského vedení a po ztrátě titulu jeho situace byla obtížná. Po sňatku s francouzskou státní občankou koncem 70. let využil možnosti legálního vystěhování do Francie a mnoho turnajů potom hrál pod francouzskou vlajkou.